# Matt Bettinelli-Olpin
Matthew Douglas "Matt" Bettinelli-Olpin, född 19 februari 1978 i Oakland i Kalifornien, är en amerikansk regissör, författare, skådespelare och musiker, samt en av grundarna till filmkollektiven Chad, Matt & Rob och Radio Silence. Han är mest känd för att vara regissör på skräckfilmer som V/H/S, Southbound, Ready or Not, Scream 5 och Scream VI. De tre sistnämnda filmerna har han regisserat tillsammans med sin Radio Silence-kollega Tyler Gillett.
År 2024 regisserar Bettinelli-Olpin, tillsammans med regissörkollegan Tyler Gillett, Universal Studios monsterskräckfilm Abigail, som hade biopremiär den 19 april. I denna film medverkar bland annat skådespelerskan Melissa Barrera, som tidigare har arbetat med Bettinelli-Olpin och Gillett, i Scream-serien.

## Filmografi (i urval)
- 2012 – V/H/S
- 2014 – Devil's Due
- 2015 – Southbound
- 2019 – Ready or Not
- 2022 – Scream (även känd som Scream 5)
- 2023 – Scream VI
- 2024 – Abigail